# Kyidris
Kyidris là một chi kiến thuộc họ Formicidae. Chi có các loài sau:
- Kyidris media
- Kyidris yaleogyna